# 3-나이트로벤즈알데하이드
3-나이트로벤즈알데하이드(영어: 3-nitrobenzaldehyde)는 알데하이드이며, 메타 치환된 나이트로기를 함유하고 있는 유기 방향족 화합물이다. 3-나이트로벤즈알데하이드는 벤즈알데하이드와 질산의 모노-나이트로화를 통해 얻어지는 1차 생성물이다.

## 합성
3-나이트로벤즈알데하이드의 합성은 벤즈알데하이드의 나이트로화를 통해 이루어지며, 이는 대부분 메타 이성질체를 생성한다. 생성물의 조성은 오르토 이성질체의 경우 약 19%, 메타 이성질체의 경우 약 72%, 파라 이성질체의 경우 약 9%이다.

## 용도
3-나이트로벤즈알데하이드는 약물인 티프라나비르의 전구체이다. 이것은 다이하이드로피리딘 칼슘 통로 차단제의 합성에서 핵심적인 역할을 한다. 나이트로기의 선택적 환원을 통해 다이아조늄염의 전구체가 된다.

## 같이 보기
- 나이트로벤즈알데하이드
- 2-나이트로벤즈알데하이드
- 4-나이트로벤즈알데하이드